# Паолуччи, Камилло
Камилло Паолуччи (итал. Camillo Paolucci; 9 декабря 1692, Форли, Папская область — 11 июня 1763, Рим, Папская область) — итальянский куриальный кардинал, папский дипломат и доктор обоих прав. Племянник кардинала Фабрицио Паолуччи. Титулярный архиепископ Иконии с 26 июня 1724 по 9 сентября 1743. Секретарь шифра с 1725 по 1727. Апостольский нунций в Польше со 2 августа 1728 по 20 мая 1738. Апостольский нунций в Австрии с 20 мая 1738 по 20 октября 1745. Камерленго Священной Коллегии кардиналов с 1 февраля 1751 по 24 января 1752. Вице-декан Священной Коллегии кардиналов с 15 марта 1773 по 18 декабря 1775. Кардинал-священник с 9 сентября 1743, с титулом церкви Санти-Джованни-э-Паоло с 18 апреля 1746 по 20 сентября 1756, in commendam с 20 сентября 1756. Кардинал-священник с титулом церкви Санта-Мария-ин-Трастевере с 20 сентября 1756 по 22 ноября 1758, in commendam с 22 ноября 1758. Кардинал-епископ Фраскати с 22 ноября 1758 по 13 июля 1761. Кардинал-епископ Порто и Санта-Руфина с 13 июля 1761 по 11 июня 1763.